# Грб Базел-провинције
Грб Базел-провинције је званични симбол швајцарског кантона Базел-провинција. Грб датира из 1834, а задњу адаптацију је имао 1947. године.

## Опис грба
Базел-провинције је формирана 1832. године, када је стари Кантон Базел подјељен на Базел-провинцију и Базел-град.
Најстарији грб новог кантона појављује се већ 1834. године и изведен је из грба града Листала. Грб је представљен са црвеним жезлом Базела, који је окренут лијево, те са седам бордура на самом жезлу. Слика жезла се налази на сребреном пољу.
Грб није дуго мијењан, а задњу мању промјену је имао 1. априла 1947. године, када је формално и одобрен у овој форми.